# Février 1940 (guerre mondiale)
Chronologie de la Seconde Guerre mondiale
Janvier 1940 - Février 1940 -  Mars 1940
- 5 février : 
  - Réunion à Paris du Conseil Suprême franco-britannique avec la participation de Winston Churchill.

- 8 février : 
  - À Łódź, ouverture du premier ghetto sur les territoires polonais occupés par les Allemands.

- 11 février :
  - Sous la pression des Soviétiques, les troupes finlandaises reculent dans la région de Summa.
  - La Finlande repousse une offre de paix soviétique en échange de la Carélie.

- 12 février :
  - L'URSS et l'Allemagne signent un accord commercial pour contrer le blocus maritime franco-britannique.
  - Les Nazis commencent à déporter les Juifs allemands vers la Pologne.

- 16 février : 
  - Incident de l'Altmark, qui servit de prétexte à Hitler pour envahir la Norvège.

- 24 février : 
  - Mise au point du plan jaune (Fall Gelb) d’offensive sur le front de l’Ouest.

- 27 février :
  - L'armée finlandaise se replie avant la seconde offensive soviétique dirigée par le général Timochenko.